# Crossfade (album)
Crossfade è l'album omonimo di debutto dei Crossfade, gruppo statunitense di genere alternative metal originario della Carolina del sud.  È stato pubblicato il 13 aprile 2004, cinque anni dopo la fondazione del gruppo.
Dall'album è stato estratto il singolo Cold che rimane il più grande successo della band arrivando in vetta alle classifiche degli USA.
Il disco è uscito anche in edizione speciale, in versione doppio CD con contenuti extra.

## Tracce
1. Starless – 3:55
2. Cold – 3:14
3. So Far Away – 3:25
4. Colors – 3:18
5. Death Trend Setta – 3:35
6. The Deep End – 3:23
7. No Giving Up – 3:35
8. Dead Skin – 3:52
9. Disco – 2:57
10. The Unknown – 2:56

Tracce bonus
1. Cold (Acoustic Version) – 3:20
2. Cold (DeeTown Remix featuring Miss Eighty 6) – 3:18

## Formazione
Crossfade
- Ed Sloan – chitarra principale e chitarra ritmica, voce principale
- Tony Byroads – voce, cori
- Mitchell James – basso, cori
- Brian Geiger – batteria